# 吉永里美
吉永 里美（よしなが さとみ、1973年7月3日 - ）は、日本の元AV女優。

## 略歴
英知出版のヌードグラビア中心に活動していたが、1991年にAVデビュー。
もともと女優志向で、ＡＶ出演に関しては演技の一環と乗り気ではなかったことを雑誌のインタビューで答えている。
2年ほど活動し引退した。
2002年に宇宙企画ClassicとしてVHS出演当時の作品2点のDVD作品が発売された。

## 作品

### アダルトビデオ
- 目を閉じて（1991年、宇宙企画）
- ひとときの天使（1991年12月、宇宙企画）
- Dream & Sex（1992年9月27日、宇宙企画）
- あい・らぶ・ゆう（1992年10月20日、シェール）
- あい・らぶ・ゆう2（1992年12月28日、シェール）
- あい・らぶ・ゆう3（1993年1月14日、シェール）特別出演:森下あみい
- 宇宙企画Classic 吉永里美（2002年4月13日、宇宙企画）
- 宇宙企画 The Complete till 2008 完全限定版（2008年12月26日、宇宙企画）他99名出演

### 写真集
- 『里美発見伝説』撮影:横内史（1991年11月、メディアックス）夜遊隊11月号増刊

### 雑誌
- BEPPIN 1991年10月号
- EXsister デラべっぴん増刊 1991年11月号、1992年1月号、6月号
- BEPPIN School 1991年12月号、1992年6月号
- ビデオボーイ 1992年01月号
- デラべっぴん 1992年02月号